# Friedel (Unternehmen)

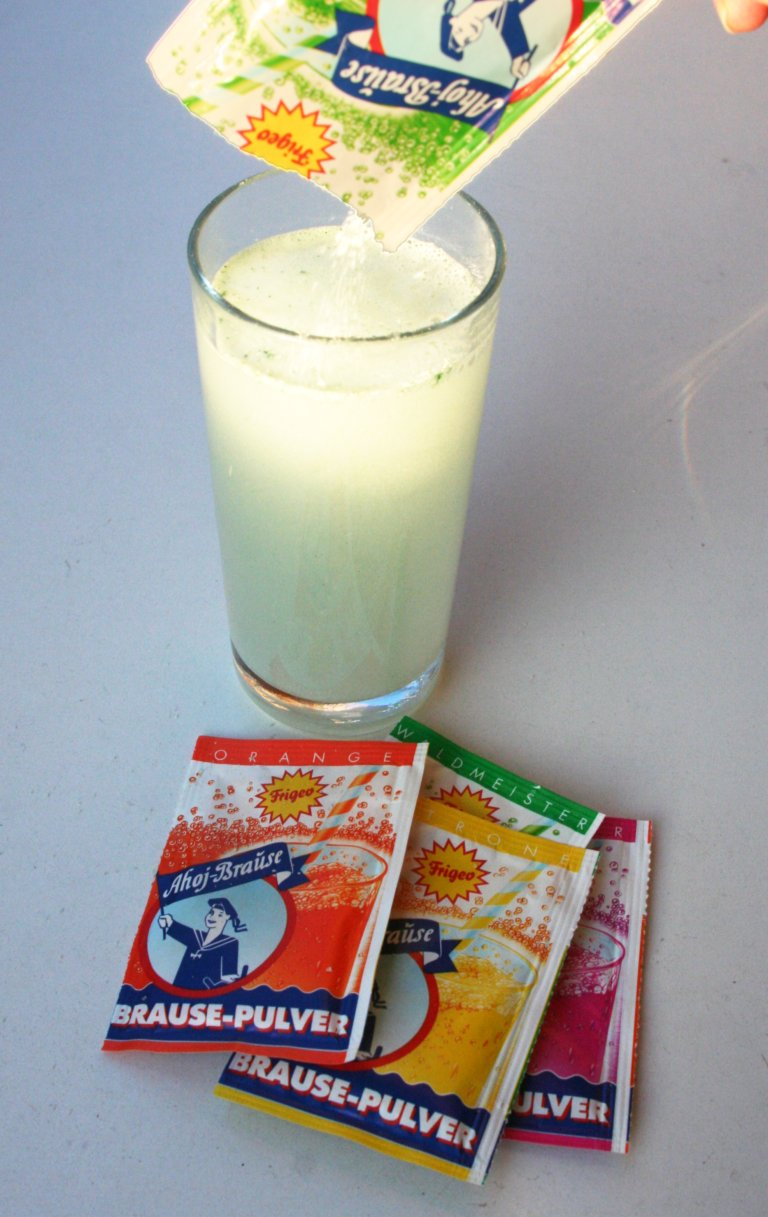
Frigeo

Markenlogo: Ahoj-Brause

Friedel ist ein ehemaliger Brause- und Schokoladenhersteller mit Firmensitz in der Kegelenstraße 5 in Stuttgart-Bad Cannstatt bis 1953 und danach in Remshalden.

## Brause
1925 begann in dem Unternehmen die Geschichte des Brausepulvers. Durch die Erfindung des Stuttgarter Kaufmanns Theodor Beltle war ein einfacher Limonadengrundstoff geboren, der unter Beimischung von Wasser ein kohlensäurehaltiges Erfrischungsgetränk ergab. Zusammen mit dem Firmenbegründer Robert Friedel gründete er die Firma Frigeo als Folgefirma der von Robert Friedel ins Leben gerufenen Robert Friedel GmbH. Für diese Marke steht bis heute fest verbunden Ahoj.
Das Unternehmen begann seinen Handel mit Trinktabletten (Brausepulver und Brausekomprimate mit den Geschmacksrichtungen Zitrone und Orange) als Alternative zu Limonaden. Die Brause etablierte sich schnell und entwickelte sich in den frühen 1930er-Jahren bereits zu einem Volksgetränk. Im nächsten Schritt löste die Pulverform der Brause die Tablette ab. Der Prozess der Getränkezubereitung wurde damit deutlich verkürzt und attraktiver gestaltet. Waldmeister und Himbeere ergänzten das Geschmacksportfolio. In den folgenden Jahren wuchs die Nachfrage ständig, Brause wurde an Kiosken, vor Schulen und beim Bäcker angeboten.
1937 starb Robert Friedel. Theodor Beltle führte das Unternehmen allein durch die ersten Kriegsjahre. Später kam die Produktion zum Erliegen.
Nach dem Zweiten Weltkrieg lief die Produktion zunächst sehr schleppend an. 1948 erreichte sie bereits die Produktivitätswerte der Vorkriegszeit. 1953 war die Krise überwunden, die Brause-Produktion wurde aus Stuttgart in größere Hallen nach Remshalden-Geradstetten ausgelagert. Das Unternehmen war noch immer in Familienbesitz. Mit dem Brauselolly landete Frigeo in den 1970er-Jahren einen Verkaufshit. 1955 wurde die Produktpalette um Bonbons und Brause-Stangen erweitert, außerdem kam der Brause-Puffreis hinzu.
2001 war die Frigeo-Vertriebsgesellschaft bei Brause-Produkten marktführend. Im Jahr 2002 wurde Frigeo vom Süßwarenunternehmen Katjes aus Emmerich am Rhein übernommen.

## Schokolade
Am Stammhaus in der Kegelenstraße prangte bis zur Renovierung und Umwidmung des Gebäudes Anfang der 2010er-Jahre noch der Schriftzug Schokolade-Spezialitäten. Schoko-Osterhasen und -Weihnachtsmänner gehörten zum Produktionsbestand an zwei der drei Firmenstandorte in Rommelshausen (Kernen), Rems-Murr-Kreis und in Wernigerode (Sachsen-Anhalt), bis 2002. Heute wird Schokolade der Firma Friedel unter Rübezahl Schokoladen in Dettingen unter Teck vertrieben.
Schokolade wurde in Stuttgart außerdem noch von den Firmen Waldbaur, Haller, Moser-Roth, Schoko-Buck, Eszet und Alfred Ritter produziert.

## Trivia
1959 erschien der Roman Die Blechtrommel von Günter Grass. Eine erotische Szene verlangt der Hauptperson Oskar Matzerath ab, aus dem Bauchnabel seiner Geliebten Maria Truczinski mit Speichel angerührtes Brausepulver zu schlecken.